# Compainville
Compainville é uma comuna francesa na região administrativa da Normandia, no departamento de Sena Marítimo. Estende-se por uma área de 6,41 km². Em 2010 a comuna tinha 177 habitantes (densidade: 27,6 hab./km²).